# Transport en commun au Québec
Pour des articles plus généraux, voir Transport en commun et Transport au Québec.
Le transport en commun au Québec regroupe des services publics et privés.

## Histoire

### Les chemins de fer
Vers 1830, les premiers trains et chemins de fer font leur apparition.
Au Québec, une première ligne de chemin de fer est inaugurée en 1836 pour relier La Prairie à Saint-Jean-sur-Richelieu.
Le Grand-Tronc, une des principales lignes, qui relie Sarnia à Rivière-du-Loup, est ouverte en 1860. Le tracé passe par Montréal et se rend à Rivière-du-Loup via Saint-Hyacinthe.
Des lignes secondaires sont greffées à celle-ci et d'autres permettent de relier Montréal à la frontière des États-Unis.
Le Québec Central qui relie Lévis à Sherbrooke via la Beauce, est complété en 1880.
L'Intercolonial est terminé en 1876 et permet de relier les Maritimes au Québec.
Avec 5 600 km de voies ferrées, le chemin de fer occupe une place dominante dans les transports terrestres effectués sur le territoire québécois au début du 20e siècle. À partir des années 1930, cette dominance se voit de plus en plus prise par la voiture. Ce changement mène à moins d'investissements dans le réseau ferroviaire, ce qui force la fermeture et l'abandon de nombreux chemins de fer dans les années 1980.

### Transport collectif intraurbain
Le premier système de transport accrédité date de 1861 et opère à Montréal. Un train de banlieue est déjà en opération et assure la liaison Montréal-Lachine. À partir de 1892, Le Rocket, un service de tramway électrique voit le jour. Après 20 ans d'utilisation, 368 km de voies sont en service et le nombre de passagers dépasse les 107 millions en 1910. Le service atteint son apogée en 1933 avec 513 km de voies.
À Québec, des voitures à traction hippomobile, omnibus, circulent dès 1864. L'année suivante arrive des tramways qui sont en service sauf en période hivernale. Le tramway électrique est intégré au réseau en 1897. Le réseau de tramway atteint son apogée en 1932 et en 1948 le dernier véhicule en circulation est retiré.

### Transport collectif interurbain
La première ligne de bus interurbain au Québec voit le jour en 1916 et permet de relier Québec et L'Ancienne-Lorette. À la fin de la Seconde Guerre mondiale, des itinéraires existent pour se rendre à Charlevoix et à Baie-Comeau. Entre 1970 et 1998, on enregistre une baisse importante d'achalandage dans ce type de transport interurbain.

## Transport urbain

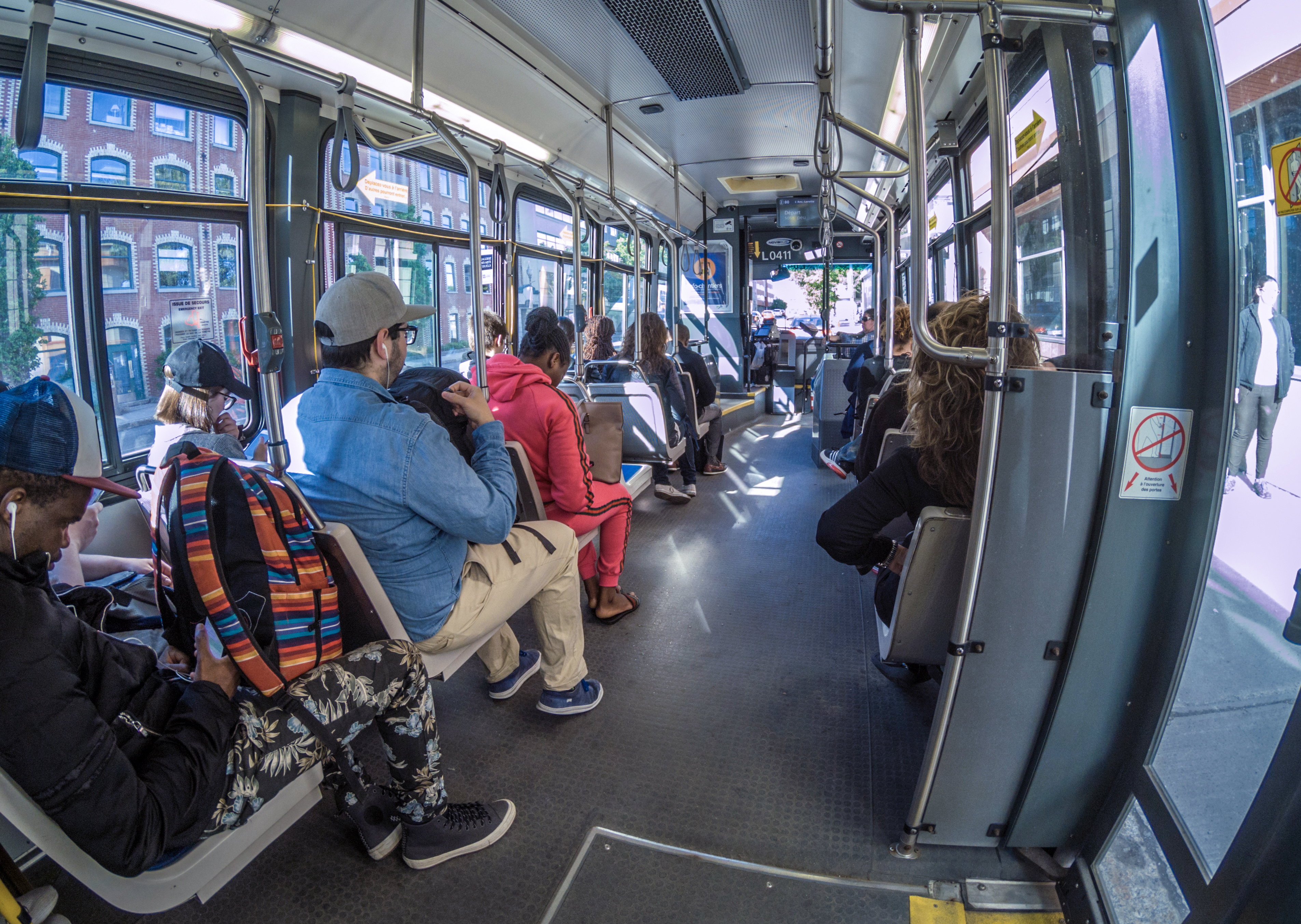
Intérieur d'un autobus urbain du Réseau de transport de la Capitale.

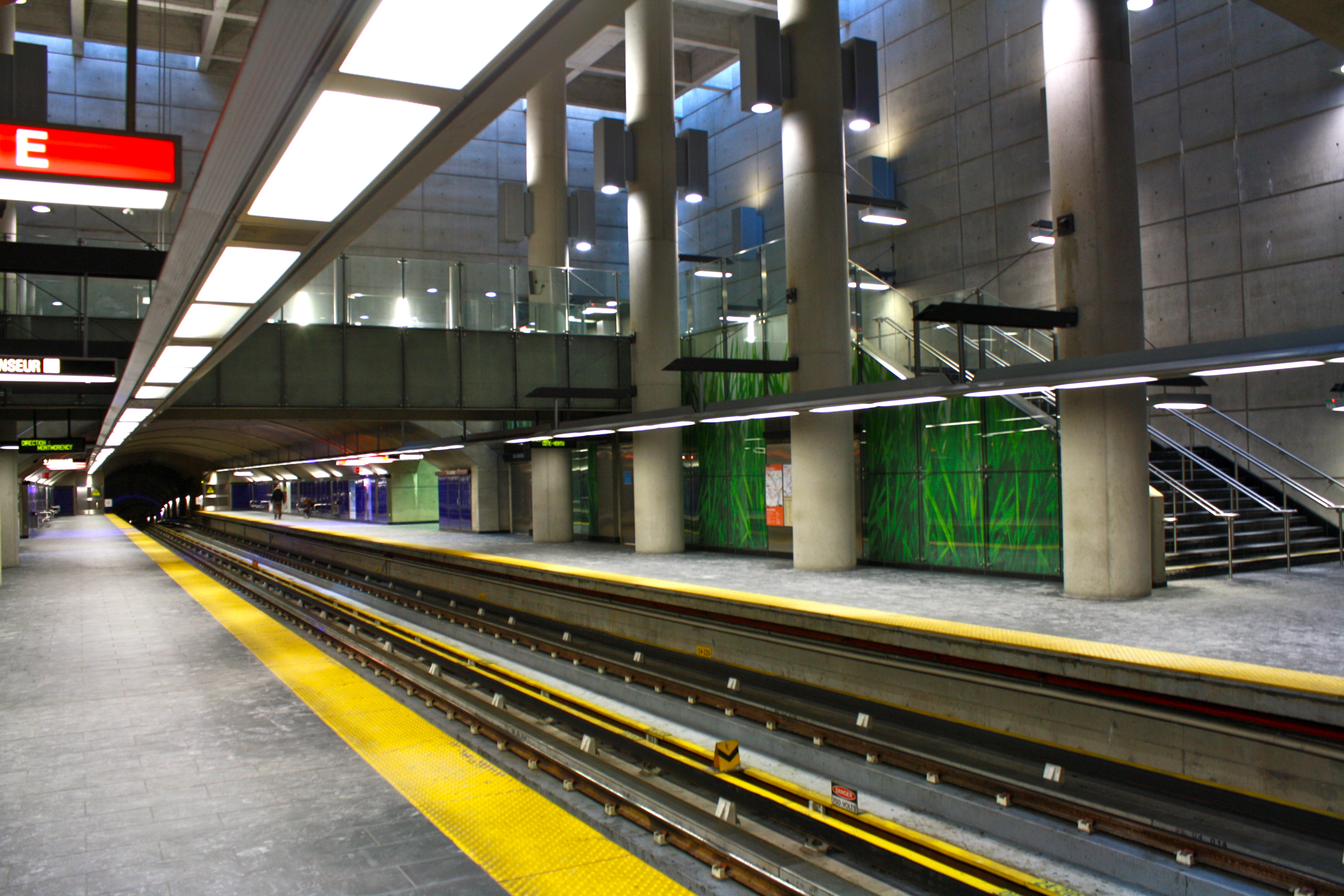
La station de métro De la Concorde à Laval.

Une dizaine de villes du Québec possède leur propre société de transport en commun pour gérer leur réseau de transport en commun. Le transport urbain au Québec est très axé sur l'autobus. C'est le mode de transport le plus utilisé. La ville de Montréal est la seule à gérer aussi un métro, tandis que la ville de Québec prévoit l'implantation d'un tramway dans les prochaines années. En dehors des circuits d'autobus, les services des sociétés municipales de transport peuvent inclure le transport adapté, le taxi collectif ou des vélos en libre-service.
Les villes suivantes ont une société de transpoort organisée en vertu de la Loi sur les sociétés de transport en commun qui régit leur fonctionnement :
- Société de transport de l'Outaouais
- Société de transport de Laval
- Société de transport de Lévis
- Société de transport de Montréal
- Société de transport de Sherbrooke
- Société de transport du Saguenay
- Société de transport de Trois-Rivières
- Réseau de transport de la Capitale
- Réseau de transport de Longueuil

Dans les couronnes nord et sud de l'agglomération montréalaise, les services de transport en commun sont gérés par exo. Cette agence est également responsable des services de train de banlieue dans la région montréalaise.
Plusieurs autres villes possèdent leurs propres services de transport en commun : Rimouski, Salaberry-de-Valleyfield, Baie-Comeau, Beauharnois, Boischatel, Drummondville, Granby, Joliette, Mont-Tremblant, Rouyn-Noranda, Saint-Hyacinthe, Saint-Jean-sur-Richelieu, Shawinigan.

## Transport interurbain

### Région métropolitaine de Montréal

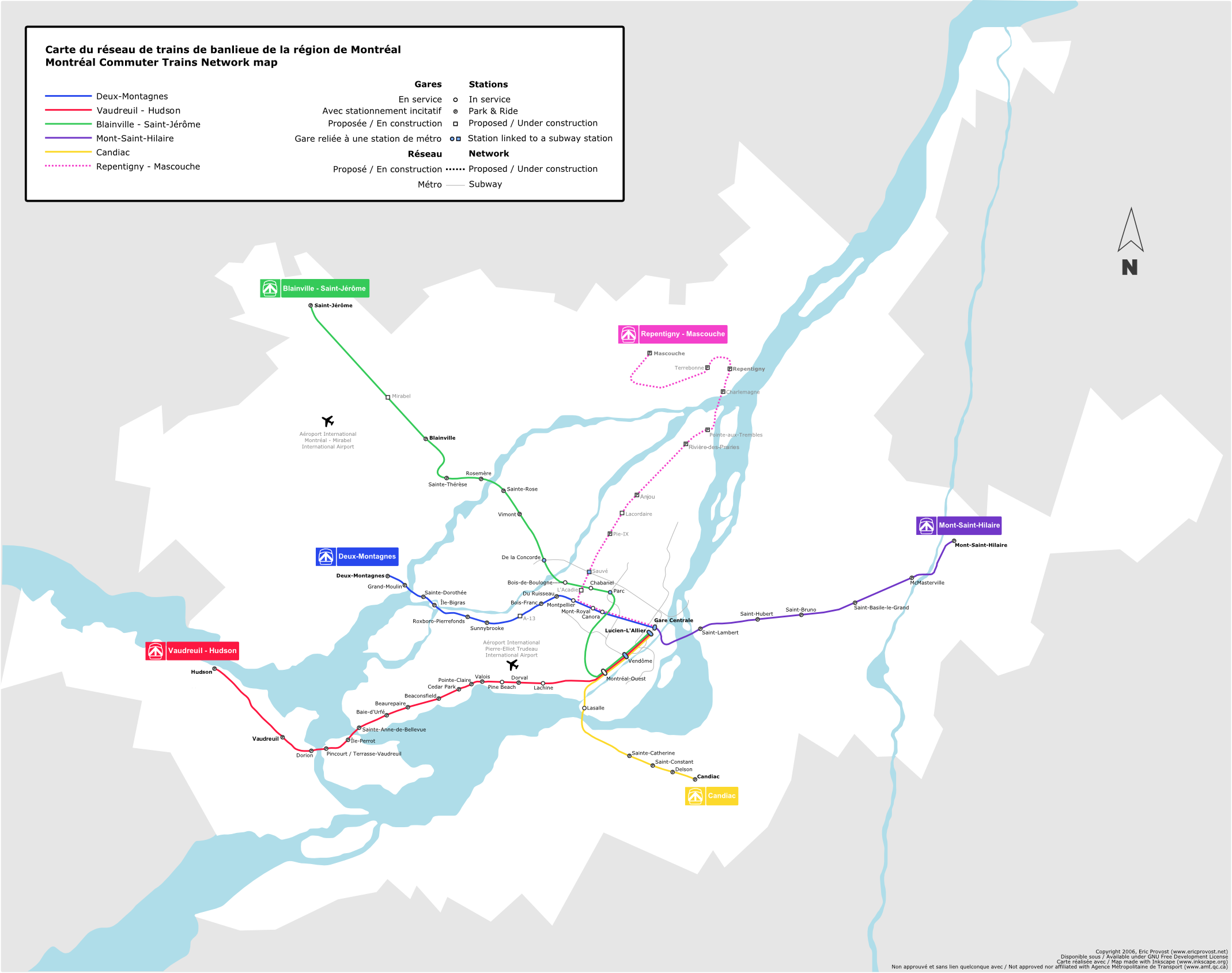
Les cinq trains de banlieue de Montréal desservent la région métropolitaine de Montréal.

La région métropolitaine de Montréal est composée d'une centaine de municipalités. La densité de population a permis la mise en place de plusieurs modes de transport en commun dont les réseaux sont interconnectés. L'Autorité régionale de transport métropolitain chapeaute le transport en commun dans la région.
La Société de transport de Montréal (STM), la Société de transport de Laval (STL) et le Réseau de transport de Longueuil (RTL) sont les trois grandes sociétés de transport en commun de la région métropolitaine. Elle gère chacune leur réseau d'autobus, ainsi que son métro dans le cas de Montréal.
Exo, quant à elle, exploite le réseau de train de banlieue de Montréal ainsi que le réseau d'autobus de plusieurs municipalités des couronnes nord et sud :
- Couronne sud : Exo Chambly-Richelieu-Carignan, Exo Haut-Saint-Laurent, Exo La Presqu'Île, Exo Le Richelain, Exo Marguerite-D'Youville, Exo Roussillon, Exo Sorel-Varennes, Exo Sud-Ouest, Exo Vallée-du-Richelieu, Exo Sainte-Julie
- Couronne nord : Exo Laurentides, Exo L'Assomption, Exo Terrebonne-Mascouche

Un métro léger interrubain, le Réseau express métropolitain, est développé durant les années 2020.

### Municipalités régionales de comté
Plusieurs municipalités régionales de comté (MRC) possèdent leurs propres services de transport en commun. Les municipalités régionales de comté mentionnées ci-dessous sont séparées par région administrative.
| Nom du service                                               | Comté                                                                                                   | Région                        |
| ------------------------------------------------------------ | --- | ----------------------------- |
| Trans-apte                                                   | Kamouraska                                                                                              | Bas-Saint-Laurent             |
| Transport collectif de La Matanie                            | La Matanie                                                                                              | Bas-Saint-Laurent             |
| La Caravelle                                                 | La Matapédia                                                                                            | Bas-Saint-Laurent             |
| Transport adapté et collectif de La Mitis                    | La Mitis                                                                                                | Bas-Saint-Laurent             |
| Transport collectif rural Rimouski-Neigette                  | Rimouski-Neigette                                                                                       | Bas-Saint-Laurent             |
| Transport Vas-Y                                              | Rivière-du-Loup                                                                                         | Bas-Saint-Laurent             |
| Corporation de mobilité collective de Charlevoix             | Charlevoix, Charlevoix-Est                                                                              | Capitale-Nationale            |
| PLUMobile                                                    | La Côte-de-Beaupré, L'Île-d'Orléans                                                                     | Capitale-Nationale            |
| Transport collectif de la Jacques-Cartier                    | La Jacques-Cartier                                                                                      | Capitale-Nationale            |
| Corporation de transport régional de Portneuf                | Portneuf                                                                                                | Capitale-Nationale            |
| Transport des personnes de Bécancour                         | Bécancour                                                                                               | Centre-du-Québec              |
| Transport collectif de L'Érable                              | L'Érable                                                                                                | Centre-du-Québec              |
| Transport collectif de Bellechasse                           | Bellechasse                                                                                             | Chaudière-Appalaches          |
| Transport collectif de Beauce                                | La Nouvelle-Beauce, Beauce-Centre                                                                       | Chaudière-Appalaches          |
| Transport autonomie Beauce-Etchemins                         | Les Etchemins, Beauce-Sartigan                                                                          | Chaudière-Appalaches          |
| Accès L'Islet                                                | L'Islet                                                                                                 | Chaudière-Appalaches          |
| Express Lotbinière                                           | Lotbinière                                                                                              | Chaudière-Appalaches          |
| Transport collectif et adapté de Montmagny                   | Montmagny                                                                                               | Chaudière-Appalaches          |
| Service de transport adapté et collectif de Brome-Missisquoi | Brome-Missisquoi                                                                                        | Estrie                        |
| Acti-Bus                                                     | Coaticook                                                                                               | Estrie                        |
| Transport collectif de La Haute-Yamaska                      | La Haute-Yamaska                                                                                        | Estrie                        |
| Transport collectif du Granit                                | Le Granit                                                                                               | Estrie                        |
| Transport de personnes HSF                                   | Le Haut-Saint-François                                                                                  | Estrie                        |
| Service de transport collectif des Sources                   | Les Sources                                                                                             | Estrie                        |
| Transport collectif du Val-Saint-François                    | Le Val-Saint-François                                                                                   | Estrie                        |
| Transport MRC de Memphrémagog                                | Memphrémagog                                                                                            | Estrie                        |
| Régîm                                                        | - Avignon - Bonaventure - Îles-de-la-Madeleine - La Côte-de-Gaspé - La Haute-Gaspésie - Le Rocher-Percé | Gaspésie–Îles-de-la-Madeleine |
| Service de transport de la MRC de D'Autray                   | D'Autray                                                                                                | Lanaudière                    |
| Transport adapté et collectif de la MRC de Joliette          | Joliette                                                                                                | Lanaudière                    |
| Service du transport de la MRC de Matawinie                  | Matawinie                                                                                               | Lanaudière                    |
| Transport collectif et adapté de la MRC de Montcalm          | Montcalm                                                                                                | Lanaudière                    |
| Transport adapté et collectif d'Antoine-Labelle              | Antoine-Labelle                                                                                         | Laurentides                   |
| Transport adapté et collectif d'Argenteuil                   | Argenteuil                                                                                              | Laurentides                   |
| Transport adapté et collectif de la MRC Rivière-du-Nord      | La Rivière-du-Nord                                                                                      | Laurentides                   |
| Transport adapté et collectif des Laurentides                | Les Laurentides                                                                                         | Laurentides                   |
| Transports collectifs de la MRC de Maskinongé                | Maskinongé                                                                                              | Mauricie                      |
| Corporation de transport adapté Mékinac                      | Mékinac                                                                                                 | Mauricie                      |
| Omnibus                                                      | Acton                                                                                                   | Montérégie                    |
| Société de transport collectif de Pierre-De Saurel           | Pierre-De Saurel                                                                                        | Montérégie                    |
| Transcollines                                                | Les Collines-de-l'Outaouais, Pontiac                                                                    | Outaouais                     |
| Maria Express                                                | Maria-Chapdelaine                                                                                       | Saguenay–Lac-Saint-Jean       |

## Transport interrégional
Il existe des services de transport en commun permettant de voyager entre plusieurs villes du Québec.
Autobus
Il existe des réseaux d'autobus inter-cités : Lanaubus, Acadian Lines, Coach Canada, Greyhound Canada, Intercar, Limocar, Orléans Express.
Trains
Il y a également des lignes de trains inter-cités : Via Rail Canada : Corridor Québec-Windsor (Toronto-Montréal, Montréal-Québec, Québec-Ottawa)  L'Océan (Montréal-Halifax), Le Chaleur (Montréal-Gaspé), Le Saguenay (Montréal-Saguenay), L'Abitibi (Montréal-Senneterre) ; Amtrak : Adirondack (New York-Montréal).